# Pholidoscelis taeniurus
Pholidoscelis taeniurus (гаїтянська амейва) — вид ящірок родини теїдових (Teiidae). Мешкає на Гаїті та на сусідніх островах.

## Підвиди
Виділяють 14 підвидів:
- Pholidoscelis taeniurus taeniurus (Cope, 1862) — північ і захід півострова Тібурон, острів Гросс-Кей[en];
- Pholidoscelis taeniurus aequorea (Schwartz, 1967) — острів Ваш[en];
- Pholidoscelis taeniurus azuae (Schwartz, 1967) — Домініканська Республіка (захід Асуа);
- Pholidoscelis taeniurus barbouri (Cochran, 1928) — острів Гонав;
- Pholidoscelis taeniurus ignobilis (Schwartz, 1967) — Домініканська Республіка (від Ла-Веги до півострова Самана[en]);
- Pholidoscelis taeniurus meyerabichi (Mertens, 1950) — Домініканська Республіка (гори Центрального хребта);
- Pholidoscelis taeniurus navassae (Schmidt, 1919) — острів Навасса;
- Pholidoscelis taeniurus pentamerinthus (Schwartz, 1968) — острів Гранд-Каєміте[en];
- Pholidoscelis taeniurus regnatrix (Schwartz, 1967) — Гаїті (крайній південний захід півострова Тібурон);
- Pholidoscelis taeniurus rosamondae (Cochran, 1934) — острів Саона[en];
- Pholidoscelis taeniurus tofacea (Schwartz, 1967) — піденно-східне узбережжя Домініканської Республіки;
- Pholidoscelis taeniurus vafra (Schwartz, 1967) — крайній схід Домініканської Республіки;
- Pholidoscelis taeniurus varica (Schwartz, 1967) — Гаїті (основа півострова Тібурон);
- Pholidoscelis taeniurus vulcanalis (Schwartz, 1967) — крайній південний схід Гаїті і південь Домініканської республіки.

## Поширення і екологія
Гаїтянські амейви мешкають в Гаїті і Домініканській Республіці. Вони живуть в мезофільних природних середовищах, зокрема в широколистяних і мангрових лісах, на полях, в прибережних заростях Avicennia і Coccoloba та в кокосових гаях. Зустрічаються на висоті до 1700 м над рівнем моря. Всеїдні, відкладають яйця.